# Tapinoma albomaculatum
Tapinoma albomaculatum este o specie de furnici din genul Tapinoma. Descrisă de Karavaiev în 1926, specia este endemică în Indonezia.